# 中里村 (長崎県)
中里村（なかざとむら）は、長崎県北松浦郡にあった村。相神浦七ヶ村のひとつ。戦時合併に伴い、他町村とともに佐世保市に編入された。
現在の中里皆瀬地域の西部にあたる。

## 地理
- 山：将冠岳
- 河川：相浦川、黄斑川

## 沿革
- 1889年（明治22年）4月1日 - 町村制施行により、北松浦郡中里村が単独村制にて発足。
- 1920年（大正9年）3月27日 - 佐世保軽便鉄道（のち佐世保鉄道→日本国有鉄道）開業。当村域に中里駅が設置される。
- 1942年（昭和17年）5月27日 - 東彼杵郡早岐町、北松浦郡大野町、皆瀬村とともに佐世保市に編入され、自治体として消滅。

## 地名
免を行政区域とする。中里村は1889年の町村制施行時に単独で自治体として発足したため、大字は無し。
- 朝ノ気免（あさのぎ）[1]
- 井手原免（いでばる）
- 上本山免[2]
- 川上免
- 黄斑免（きまだら）[3]
- 四反田免
- 下本山免[2]
- 高筈免
- 岳野免
- 中里岡免
- 八ノ久保免[4]
- 吉岡免[5]

## 交通

### 鉄道
日本国有鉄道
- 松浦線

（佐世保市:旧相浦町） - 肥前中里駅 - （皆瀬村）
現在、旧村域には肥前中里駅から改称した中里駅のほか、松浦鉄道転換後に開業した本山駅が設置されている。

## 名所・旧跡
- 中里宿（中里岡免字市場）[6]
- 東漸寺
- 下本山岩陰遺跡